# Horsøy
Horsøy este o localitate din comuna Askøy, provincia Hordaland, Norvegia.